# Севен-Спрінгс (Пенсільванія)
Севен-Спрінгс (англ. Seven Springs) — місто (англ. borough) в США, в округах Сомерсет і Файєтт штату Пенсільванія. Населення — 26 осіб (2020).

## Географія
Севен-Спрінгс розташований за координатами 40°1′30″ пн. ш. 79°17′36″ зх. д. / 40.02500° пн. ш. 79.29333° зх. д. (40.025108, -79.293354).  За даними Бюро перепису населення США в 2010 році місто мало площу 2,80 км², уся площа — суходіл.

### Клімат
| Клімат : Севен-Спрінгс  | Клімат : Севен-Спрінгс | Клімат : Севен-Спрінгс | Клімат : Севен-Спрінгс | Клімат : Севен-Спрінгс | Клімат : Севен-Спрінгс | Клімат : Севен-Спрінгс | Клімат : Севен-Спрінгс | Клімат : Севен-Спрінгс | Клімат : Севен-Спрінгс | Клімат : Севен-Спрінгс | Клімат : Севен-Спрінгс | Клімат : Севен-Спрінгс | Клімат : Севен-Спрінгс |
| Показник                | Січ.                   | Лют.                   | Бер.                   | Квіт.                  | Трав.                  | Черв.                  | Лип.                   | Серп.                  | Вер.                   | Жовт.                  | Лист.                  | Груд.                  | Рік                    |
| Абсолютний максимум, °C | 18,3                   | 21,7                   | 26,1                   | 28,9                   | 31,7                   | 32,8                   | 33,9                   | 33,3                   | 31,7                   | 28,9                   | 23,3                   | 21,1                   | 33,9                   |
| Середній максимум, °C   | −2,2                   | −1,1                   | 3,9                    | 11,7                   | 16,7                   | 21,1                   | 25,0                   | 23,9                   | 19,4                   | 14,4                   | 5,0                    | 0,0                    | 10,6                   |
| Середній мінімум, °C    | −13,3                  | −12,2                  | −7,2                   | −2,8                   | 3,9                    | 7,2                    | 14,4                   | 13,9                   | 8,3                    | 1,7                    | −3,3                   | −9,4                   | 2,2                    |
| Абсолютний мінімум, °C  | −37,8                  | −35,6                  | −29,4                  | −20                    | −11,7                  | −5,6                   | 0,0                    | −1,7                   | −6,1                   | −12,8                  | −23,3                  | −30,6                  | −37,8                  |
| Норма опадів, мм        | 79                     | 74                     | 89                     | 99                     | 114                    | 119                    | 127                    | 122                    | 112                    | 79                     | 102                    | 99                     | 1217                   |
| ----------------------- | ---------------------- | ---------------------- | ---------------------- | ---------------------- | ---------------------- | ---------------------- | ---------------------- | ---------------------- | ---------------------- | ---------------------- | ---------------------- | ---------------------- | ---------------------- |

## Демографія
Згідно з переписом 2010 року, у селищі мешкало 26 осіб у 20 домогосподарствах у складі 2 родин. Густота населення становила 9 осіб/км².  Було 129 помешкань (46/км²).
Расовий склад населення:
| - 100,0 % — білих |

До двох чи більше рас належало 0,0 %. Частка іспаномовних становила 0,0 % від усіх жителів.
За віковим діапазоном населення розподілялося таким чином: 0,0 % — особи молодші 18 років, 46,2 % — особи у віці 18—64 років, 53,8 % — особи у віці 65 років та старші. Медіана віку мешканця становила 68,0 року. На 100 осіб жіночої статі у селищі припадало 100,0 чоловіків;  на 100 жінок у віці від 18 років та старших — 100,0 чоловіків також старших 18 років.
Цивільне працевлаштоване населення становило 10 осіб. Основні галузі зайнятості: мистецтво, розваги та відпочинок — 100,0 %.